# Limnophora helenae
Limnophora helenae är en tvåvingeart som beskrevs av Adrian C. Pont 1977. Limnophora helenae ingår i släktet Limnophora och familjen husflugor. Inga underarter finns listade i Catalogue of Life.
Denna fluga förekommer endemisk på Sankta Helena i södra Atlanten. Den når 820 meter över havet. Arten hittas i nästan alla habitat på ön som skogar, buskskogar och klippiga regioner. Larverna lever vanligen i jorden, i avföring eller i kadaver. Adulta exemplar besöker växter och människans hushåll. Där betraktas de ofta som plåga.
Flugan jagas av den introducerade spindeln Neoscona hirta och av den införda geckoödlan Hemidactylus frenatus. Flera skogar ersattes med odlingsmark för brasilianskt pepparträd. Hela populationen bedöms som stor. IUCN listar arten som livskraftig (LC).